# Гуанпин
Гуанпи́н (кит. упр. 广平, пиньинь Guǎngpíng) — уезд городского округа Ханьдань провинции Хэбэй (КНР).

## История
При чжурчжэньской империи Цзинь в 1167 году северная часть уезда Вэйсянь была выделена в отдельный уезд Гуанпин.
В 1949 году был создан Специальный район Ханьдань (邯郸专区), и уезд вошёл в его состав. В 1958 году был расформирован, а его территория разделена между уездами Дамин и Цюйчжоу. В 1961 году часть, переданная в состав уезда Цюйчжоу, была передана в состав уезда Фэйсян. В 1962 году уезд Гуанпин был выделен из уезда Фэйсян. В 1970 году Специальный район Ханьдань был переименован в Округ Ханьдань (邯郸地区). В июне 1993 года округ Ханьдань и город Ханьдань были расформированы, и образован Городской округ Ханьдань.

## Административное деление
Уезд Гуанпин делится на 4 посёлка и 3 волости.